# Rhinella quechua
Rhinella quechua är en groddjursart som först beskrevs av José María Alfono Félix Gallardo 1961.  Rhinella quechua ingår i släktet Rhinella och familjen paddor. IUCN kategoriserar arten globalt som sårbar. Inga underarter finns listade i Catalogue of Life.